# Raorchestes shillongensis
Raorchestes shillongensis es una especie de anfibio anuro de la familia Rhacophoridae. Esta rana es endémica de las montañas Khasi en el estado de Meghalaya al noreste de la India. Habita en bosques por debajo de los 1400 metros de altitud. Probablemente se reproduce por desarrollo directo.
Se encuentra en peligro crítico de extinción debido a la destrucción y degradación de su hábitat en su reducida área de distribución causda por la deforestación y la urbanización.